# تايلر بروك
تايلر بروك (بالإنجليزية: Tyler Brooke)‏ مواليد 6 يونيو 1886 في نيويورك، نيويورك، الولايات المتحدة - الوفاة 2 مارس 1943 في لوس أنجلوس، هو ممثل أمريكي بدأ مسيرته الفنية سنة 1915. شارك في قرابة 92 فلما. امتدت مسيرته الفنية لأكثر من 28 عاما.

## الأعمال
- في شيكاغو القديمة
- ساحر أوز

## روابط خارجية
- تايلر بروك على موقع IMDb (الإنجليزية)
- تايلر بروك على موقع ألو سيني (الفرنسية)
- تايلر بروك على موقع أول موفي (الإنجليزية)
- تايلر بروك على موقع قاعدة بيانات برودواي على الإنترنت (الإنجليزية)
- تايلر بروك على موقع قاعدة بيانات الأفلام السويدية (السويدية)
- تايلر بروك على موقع قاعدة بيانات الفيلم (الإنجليزية)
- تايلر بروك على موقع كينوبويسك (الروسية)